# Christian Altenburger
Christian Altenburger   (Heidelberg, 7 de setembre de 1957) és un violinista clàssic austríac.

## Vida i carrera
Nascut a Heidelberg, Altenburger, fill del violinista Alfred Altenburger, va estudiar a la Universitat de Música i Arts Escèniques de Viena mentre encara era a l'escola. Després de graduar-se, va començar a estudiar a la Juilliard School de Nova York a la classe de Dorothy DeLay per recomanació de Zubin Mehta. Va debutar com a solista a la Wiener Musikverein el 1976. Altres compromisos com a solista van seguir en concerts amb orquestres com la Filharmònica de Viena, la Filharmònica de Berlín, l'Orquestra Simfònica de Londres, la Filharmònica de Nova York i l'Orquestra Simfònica de Chicagoamb directors com Claudio Abbado, Bernard Haitink, James Levine, Zubin Mehta i Wolfgang Sawallisch. Altenburger participa habitualment en festivals internacionals de música de cambra com Santa Fe, Kuhmo i Stavanger i al Festival Pablo Casals de Prades. A més, és l'organitzador de diversos esdeveniments de música de cambra.
Del 1990 al 2001 va ensenyar com a professor de violí a la Hochschule für Musik, Theater und Medien Hannover. Del 1999 al 2005 va ser director artístic del "Musiktage Mondsee" juntament amb la seva llavors esposa l'actriu Julia Stemberger, de qui va tenir una filla, Fanny Altenburger. Actualment, el professor Altenburger està casat amb la violinista britànica Lydia Altenburger (nascuda Westcombe-Evans). La parella es va casar el 2010 i té dos fills, Nicolas (nascut el 2011 i Severin el 2012).
El 2001 va rebre la càtedra a la Universitat de Música de Viena. Des del 2003 és director artístic del festival de música de cambra "Schwäbischer Frühling" i des del 2006 del "Loisiarte a Langenlois".

## Premis
- 2018: Niederösterreichischer Kulturpreis [de] - Premi de reconeixement en la categoria de música.[2][3]

## Curiositats
Durant un robatori a l'apartament d'Altenburger el 29 de maig de 2007, uns lladres van robar un suposat violí Stradivari de l'any 1680 per valor d'uns 2,5 milions d'euros i un violí Vuillaume per valor d'uns 120.000 euros, que la policia va trobar sense danyar el 5 de juny de 2007. [4] Els tres autors van ser arrestats i condemnats a sis i cinc anys respectivament. Havien comès deu robatoris només el maig del 2007. Durant el judici, un expert no va poder confirmar l'autenticitat de l'Stradivarius. El violí era més petit que un Stradivarius típic, probablement un violí de la casa d'Amati. Es podrien considerar tres o quatre mestres de Cremona com a fabricants. Per tant, el valor es podria fixar en 500.000 euros.